# آب‌کنارو (جویم)
آب‌کنارو (جویم)، روستایی از توابع بخش مرکزی شهرستان جویم در استان فارس ایران است.

## جمعیت
این روستا در دهستان جویم قرار دارد و براساس سرشماری مرکز آمار ایران در سال ۱۳۸۵، جمعیت آن ۵۴ نفر (۱۲خانوار) بوده‌است.